# Botanischer Garten Buenos Aires

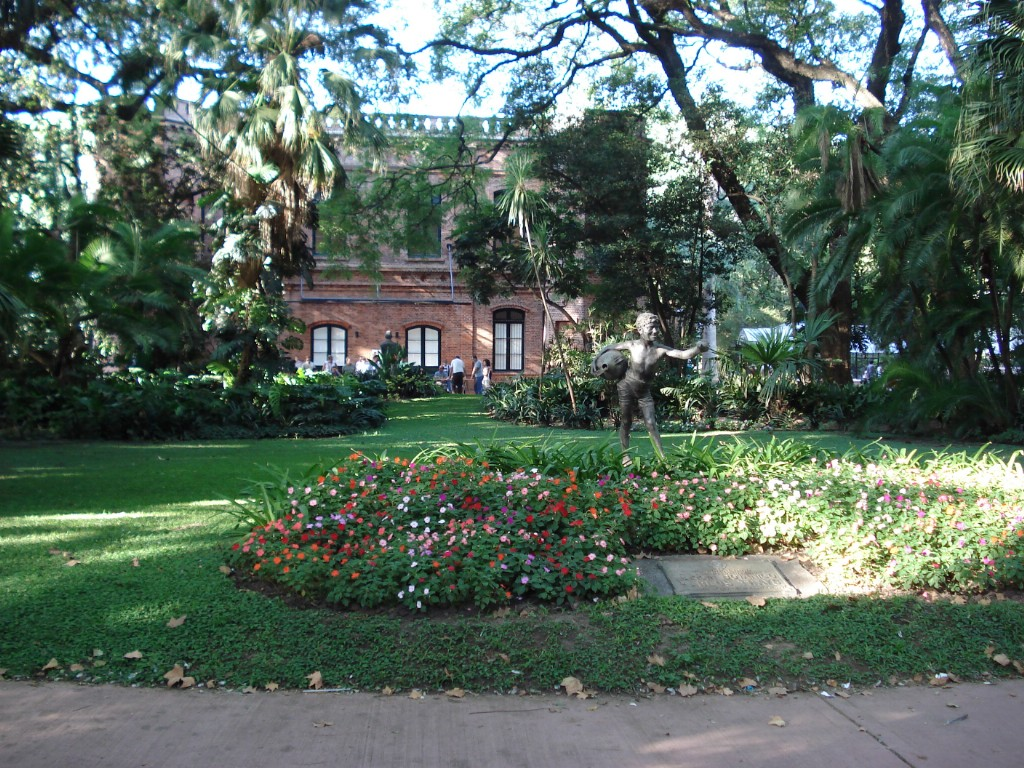
Eingang des Parks

Der Botanische Garten Buenos Aires (span.: Jardín Botánico Carlos Thays de la Ciudad Autónoma de Buenos Aires) ist ein öffentlicher Garten in der argentinischen Hauptstadt Buenos Aires. Er befindet sich im Stadtteil Palermo, im Norden der Stadt. Der Garten wird begrenzt durch die Avenida Santa Fe, Avenida Las Heras und Calle República Árabe Siria. Zusammen mit dem Zoo, dem Parque Tres de Febrero und dem Japanischen Garten bildet er ein zusammenhängendes Naherholungsgebiet für die Hauptstadt-Bewohner. 

## Überblick
1996 wurde der Botanische Garten zum Nationalmonument erklärt. Er hat eine Fläche von knapp 70.000 m² und weist 5.000 Spezies Pflanzen, Bäume und Sträucher auf sowie eine Reihe Skulpturen, Monumente und fünf Gewächshäuser. 
Der Garten wurde, wie viele andere Parks und Plätze, von dem französisch-argentinischen Landschaftsarchitekten Carlos Thays geschaffen und am 7. September 1898 eröffnet. Thays lebte zwischen 1892 und 1898, also während der Bauzeit, mit seiner Familie in einer Villa im Park.
Der Park ist in drei verschiedene Zonen aufgeteilt: eine im Stil der römischen Antike, eine französische und eine „orientalische“:
Der römische Garten ist gekennzeichnet durch Bäume, die der Hobby-Botaniker Plinius der Jüngere im Garten seiner Villa in den Apenninen hatte, darunter Zypressen, Pappeln und Lorbeer. 
Der französische Garten ist im symmetrischen Stil des 17. und 18. Jahrhunderts angelegt. 
Der „orientalische“ Garten beheimatet Pflanzen aus Asien, darunter Ginkgobäume, aus Ozeanien, darunter Akazien, Eukalypten und Kasuarinen, europäische Pflanzen wie Eichen und Haselnuss und Pflanzen aus Afrika, darunter Farnkraut und Palmen.
Weiterhin gibt es viele Pflanzen aus Nord- und Südamerika, wie Mammutbäume und Florettseidenbäume und eine umfangreiche Sammlung einheimischer Vegetation.

## Gebäude

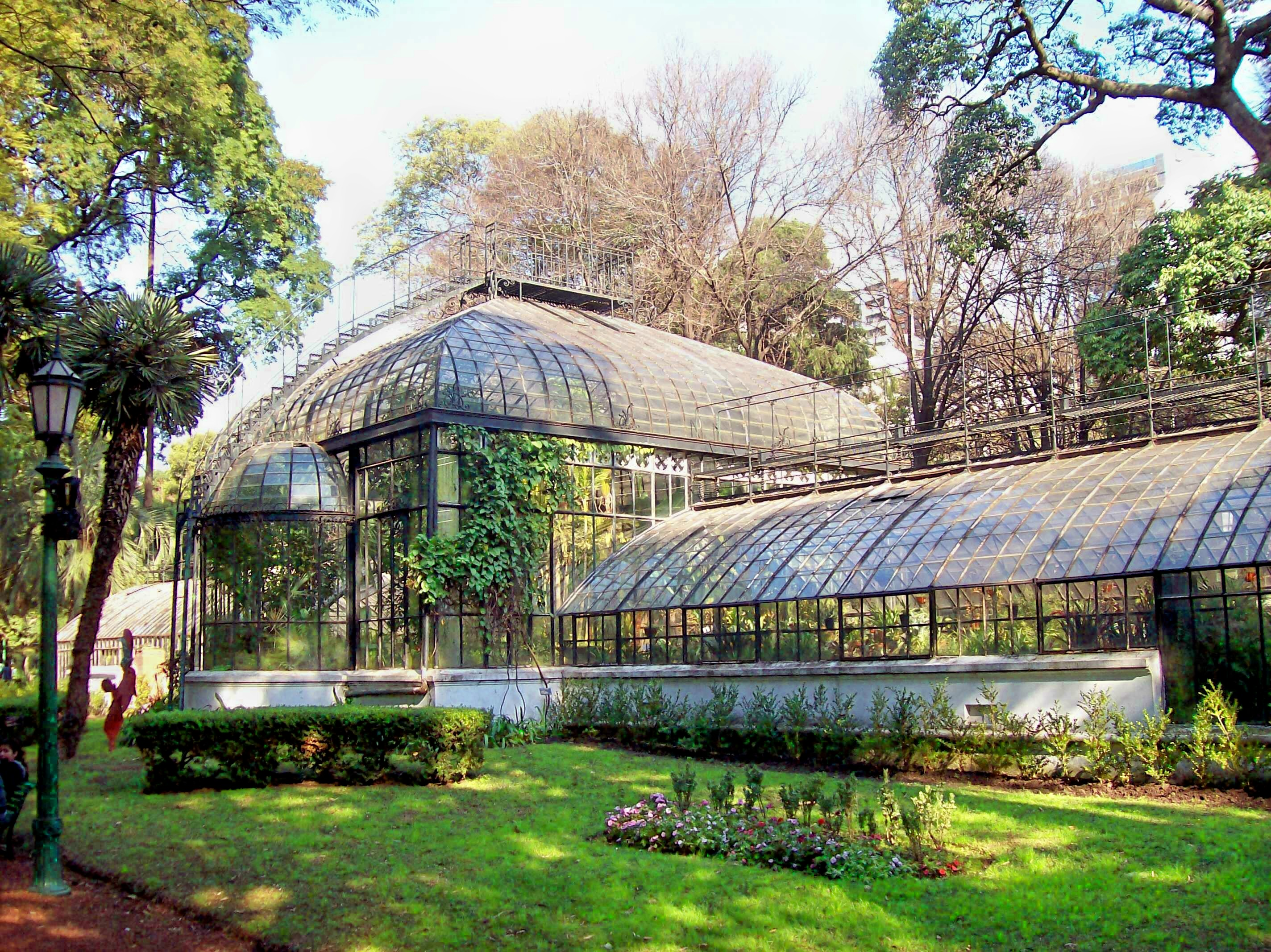
Gewächshaus

Im Garten befindet sich neben einem Botanischen Museum auch die kommunale Gartenbauschule, benannt nach Cristóbal María Hicken, die mit der Fakultät für Landwirtschaft der Universidad de Buenos Aires zusammenarbeitet. Eine Attraktion für Besucher sind die fünf Gewächshäuser. Das größte von ihnen ist im Jugendstil erbaut und stammt von der Weltausstellung in Paris 1889. Es hat eine Länge von 35 Metern, ist 8 Meter breit und beherbergt 2500 tropische Pflanzen. Die Bibliothek des Parks besitzt 1.000 Bücher und 10.000 andere Publikationen aus allen Teilen der Welt.

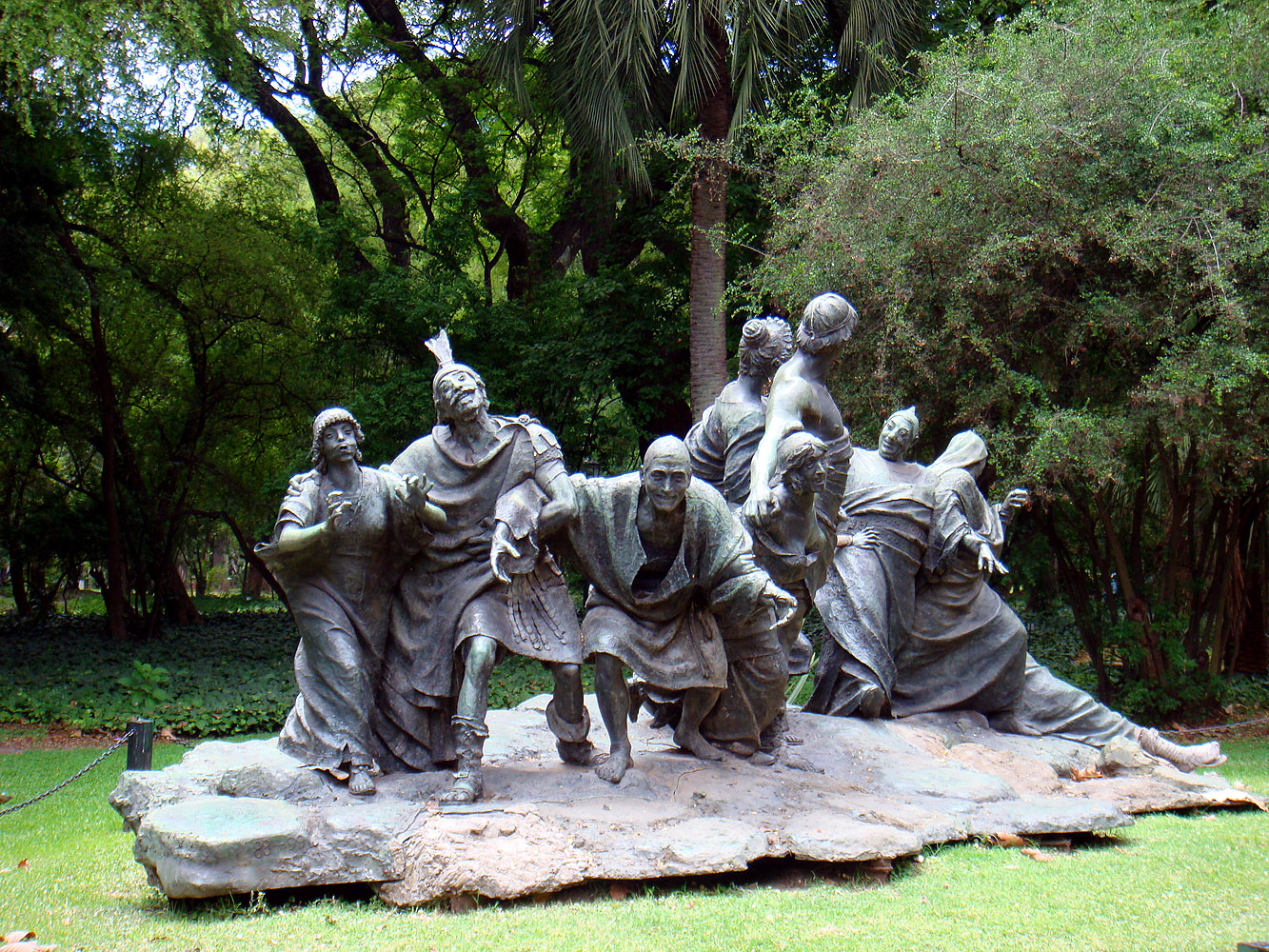
Saturnalia, die Skulpturengruppe von E. Biondi

Im Park sind außerdem 33 Kunstwerke zu sehen, darunter Skulpturen, Büsten und Monumente. Zu erwähnen sind besonders Los primeros Fríos von dem  katalanischen Bildhauer Miguel Blay y Fábregas, Sagunto von Querol y Subirats, Figura de mujer von Lola Mora und  Saturnalia, eine Bronzeplastik von Ernesto Biondi. Das Monument Indicador Meteorológico (Wetteranzeiger), entworfen von José Markovich, war ein Geschenk der österreichisch-ungarischen Gemeinde von Buenos Aires zum Anlass der Exposición Internacional del Centenario  von 1910.
In den vergangenen Jahren wurde der Botanische Garten zur Heimat vieler ausgesetzter Hauskatzen. Gartenverwaltung und Sicherheitspersonal waren bislang nicht in der Lage, dieses zu unterbinden. Versuche, die Katzen zu entfernen, stießen auf Widerstand der Anwohner und Tierschutzorganisationen. Auch wäre mit dem Vertreiben der bereits im Park lebenden Katzen das Problem nicht gelöst, da manchmal täglich eine neue Katze hinzukommt. An Tierschutz Interessierte betätigen sich nun als Freiwillige Helfer, füttern diese, sorgen für ein neues Zuhause und kümmern sich um Impfungen und tierärztliche Pflege.